# スティッチリッパー

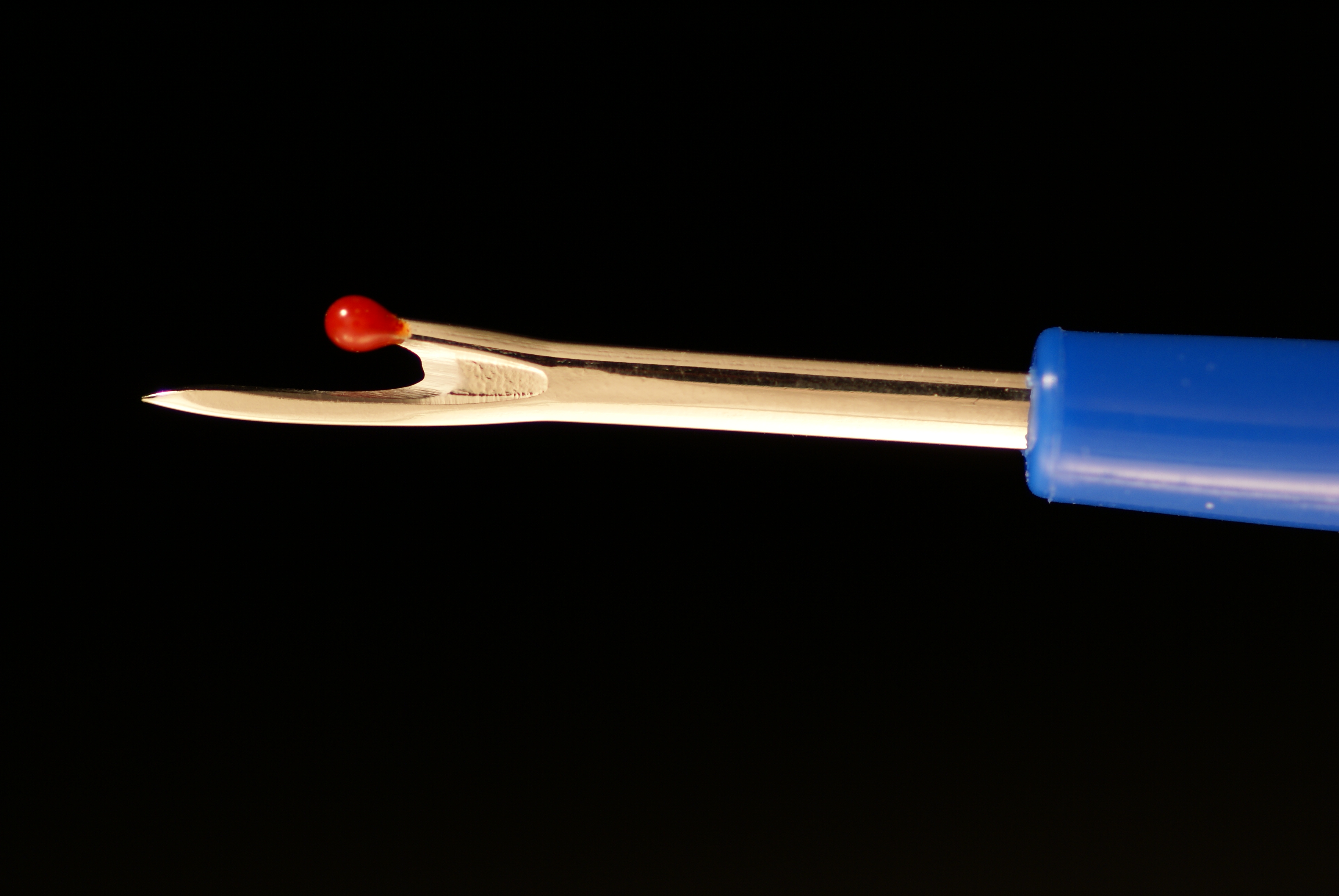
スティッチリッパー

スティッチリッパー（英: stitch ripper）、ステッチリッパー、シームリッパー（英: seam ripper）とは、小型の裁縫道具で鋏の代わりに縫い目などを切る道具である。単に「リッパー」とも呼ばれる。

## 概要
プラスチックなどの持ち手の先に、小型のY字型（片方が長くなっており十手の様な形状）の刃先を持つ。長いほうの端は細く鋭い針状で、刃物としての刃はノド部分に存在する。

## 使い方
縫い目の糸と生地の間に細い先端を差し入れ、糸を浮かせてノドの刃で切断する。
鋏などでは生地を傷つけてしまうような細かい箇所でも糸だけを切ることができる。